# Asstra

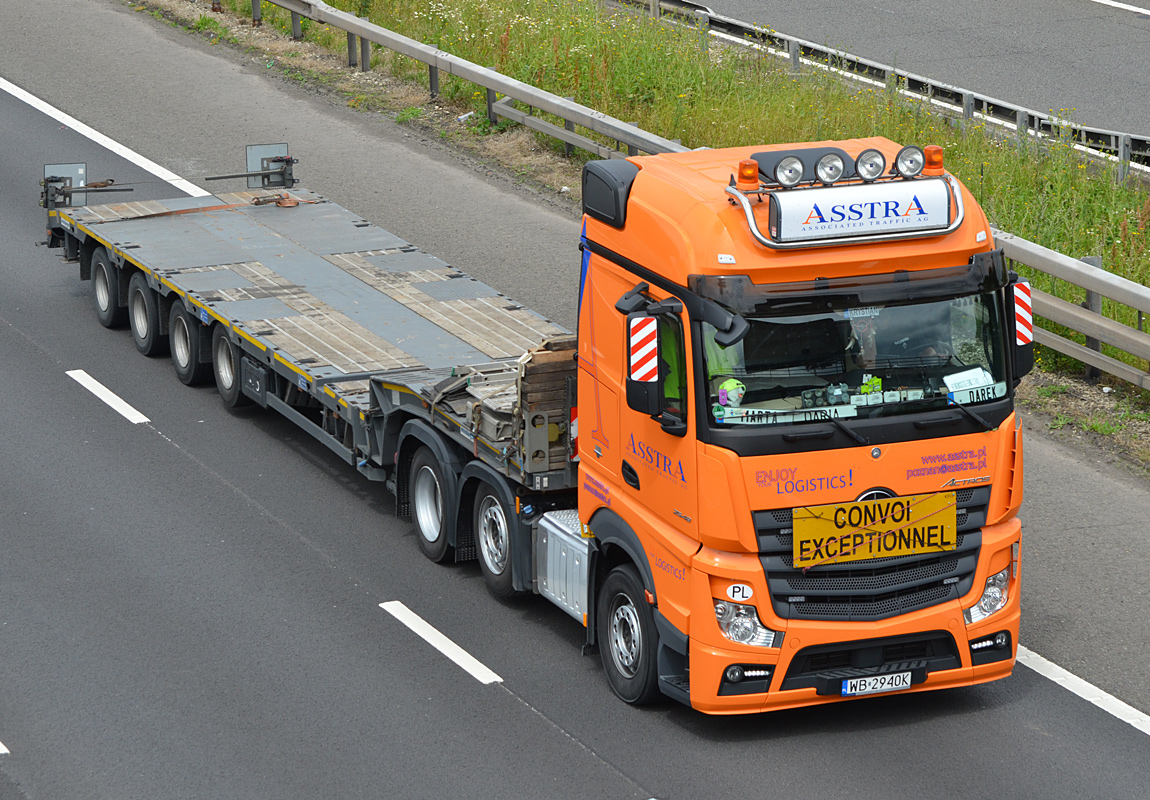
Schwertransportfahrzeug der AsstrA

Die Asstra - Associated Traffic AG (Eigenschreibweise: AsstrA) ist ein international tätiges Logistikunternehmen mit Sitz in Zürich. Die Gruppe wickelt mit ihren rund 1'100 Mitarbeitern vor allem Transporte von und nach Osteuropa ab.

## Geschichte
Das Unternehmen wurde 1993 in Zürich gegründet und bot erste Transporte zwischen Westeuropa und den postsowjetischen Staaten an. Im Jahr 2000 setzte Asstra erstmals eigene Fahrzeuge ein und wurde damit zu einem 3PL-Dienstleister. Nach der Eröffnung diverser Niederlassungen in Osteuropa, wurde 2004 der erste Standort in Deutschland eröffnet. Im Jahr 2010 folgte eine Reorganisation der Gruppe in vier Tochtergesellschaften. 2013, 20 Jahre nach der Gründung, unterhielt die Gruppe Niederlassungen in 11 Ländern und beschäftigte rund 800 Mitarbeiter. 2020 wurde in New York die erste Niederlassung in Nordamerika eröffnet.